# Leokadia Kaixperova
Leokadia Aleksandrovna Kaixperova (Lyubim, província de Yaroslavl, 4 de maig, 1872 - Moscou, 3 de desembre, 1940), va ser una pianista, compositora i professora de música russa i soviètica. És coneguda com a professora de piano dels compositors Ígor Stravinski i Alexander Tcherepnin.

## Biografia
Es va graduar al Conservatori de Sant Petersburg en classes de piano com a estudiant externa el 1893. Abans, el 1888-1891, va estudiar amb Anton Rubinstein, i després de la seva marxa va estudiar piano per ella mateixa durant dos anys més, la qual cosa explica que va aprovar l'examen final de piano com a estudiant externa. També va estudiar la teoria especial de la composició a la classe del professor Nicolai Soloviev (1895) El 1894, va dirigir la seva pròpia obertura a la Sala de Col·lecció de Crèdits del Conservatori. Va guanyar fama com a pianista concertista (Nikolai Rimski-Kórsakov i César Cui van parlar amb simpatia sobre la seva manera de tocar. El desembre de 1899, va ocupar el lloc de professora de música de Stravinski i li va donar classes de piano durant dos anys. Més tard, el compositor va recordar repetidament els seus mètodes d'ensenyament, assenyalant que els alts mèrits del pianisme del seu segon professor eren adjacents a la naturalesa acadèmica conservadora de "les seves opinions estètiques i el seu mal gust". En aquesta ocasió, Stravinski va escriure el següent a "Crònica de la meva vida".
| « | "Era una excel·lent pianista, una excel·lent músic, però estava completament sota l'encant del seu famós professor i compartia cegament totes les seves opinions. Em va costar molt d'esforç aconseguir que reconegués les partitures de Rimski-Kórsakov, així com de Wagner, que aleshores estudiava amb zel. He de dir que, malgrat totes les nostres diferències, ella va donar un nou impuls al meu “pianisme” i em va ajudar a millorar la meva tècnica per tocar el piano." | » |

També de les memòries de Stravinski: "Amb Mademoiselle Kashperova vaig aprendre el Concert en sol menor de Mendelssohn i moltes sonates de Clementi i Mozart, sonates i altres obres de Haydn, Beethoven, Schubert i Schumann. Chopin va ser prohibit, i ella va intentar moderar el meu interès per Wagner...".
Segons el compositor, potser ella va tenir una influència inconscient en el seu estil musical, ja que la seva prohibició total d'utilitzar pedals quan tocava el piano aparentment va influir en el fet que "mai no vaig escriure música que requerissin pedalar més". Segons el divulgador de la seva obra, el musicòleg britànic Graham Griffiths, va influir en alguns aspectes de la tècnica compositiva del seu famós alumne. Així, en el seu llibre Stravinsky's Piano: The Genesis of a Musical Language, Griffiths va assenyalar que sense la influència de Kaixperova, el famós estil neoclàssic de Stravinski, característic de les seves obres dels anys vint, no s'hauria desenvolupat.
A més, segons el musicòleg britànic, Kashperova és "la primera dona compositora russa de classe mundial". També va assenyalar amb pesar que gran part de la seva reputació es basava en la caracterització que Stravinski d'ella; d'ella era una músic conservadora i superficial. Un altre alumne famós d'ella va ser Nikolai Txerepnín, a qui va ensenyar al Conservatori de Petrograd. Més tard, el compositor la va recordar amb gratitud i la va anomenar "una figura interessant".
Com a pianista va actuar a Rússia i països estrangers com a solista i intèrpret de conjunt. Així, va formar part d'un trio de cordes amb el violinista Leopold Auer i el violoncel·lista Aleksandr Verzhbilovich, i també com a part d'un duet amb el violinista txec František Ondříček).
Kaixperova fou la primera intèrpret d'una sèrie d'obres de Mili Balàkirev, Aleksandr Glazunov, així com d'algunes de les seves pròpies obres. El 1918 es va traslladar amb el seu marit S.V Andropov, un famós revolucionari professional rus, a Rostov-on-Don, on va ser professora al conservatori i va actuar en concerts. Va conèixer el seu futur segon marit l'any 1916, quan, després de servir un altre exili, va començar a prendre classes de piano amb ella. Des de 1922 va ensenyar a Moscou.
Al llarg de la seva vida va escriure música, però les seves composicions gairebé mai es van publicar, molt poques d'elles es van interpretar públicament, i fins ara romanien pràcticament desconegudes, però amb el temps va augmentar cert interès per la seva obra i es van començar a interpretar les seves obres. Entre les seves obres hi ha una simfonia (1905), una obertura, una cantata "Orvasi", un concert per a piano i orquestra i una sèrie d'obres instrumentals de cambra.
Va deixar inacabades "Memòries" i "Memòries d'A. G. Rubinstein". L'arxiu de Leocadia Kashperova-Andropova va ser traslladat pels seus familiars el 1965 al Museu de Cultura Musical ("Museu Nacional de Música de Rússia" que porta el nom de M. I. Glinka)

## Literatura
- Equip d'autors. Kashperova, Leocadia Aleksandrovna // Addició // Heinze - Yashugin. Addicions A - Y. - M.: Enciclopèdia soviètica: compositor soviètic, 1982. - Stb. 783. - (Enciclopèdies. Diccionaris. Llibres de referència: Enciclopèdia Musical: [en 6 volums] / editor en cap Yu. V. Keldysh; 1973-1982, vol. 6).
- Korabelnikova L.Z. Alexander Cherepnin: un llarg viatge. - M.: Llengües de la cultura russa, 1999. - 299 p. — ISBN 5-88766-041-4.
- Stravinski, Igor. Crònica de la meva vida / Trad. de fr. L. V. Yakovleva-Shaporina. - M.: Editorial "Compositor", 2005. - 464 p. — ISBN 5-85285-724-6.
- Stravinsky I. F. Diàlegs. Records, reflexions, comentaris. / Per. de l'anglès de V. A. Linnik, epígraf i general. ed. M. S. Druskina. - L.: Música, 1971. - 414 p.